# Subnexion
 (février 2025).
Si vous disposez d'ouvrages ou d'articles de référence ou si vous connaissez des sites web de qualité traitant du thème abordé ici, merci de compléter l'article en donnant les références utiles à sa vérifiabilité et en les liant à la section « Notes et références ».
La subnexion, aussi appelée hypozeuxe, est une figure de style consistant en un parallélisme syntaxique entre plusieurs parties d'une même phrase. Elle est utilisée pour renforcer le rythme et l'harmonie d'un texte.

## Définition
La subnexion repose sur la répétition d'une structure grammaticale identique dans différentes parties d'une phrase. Elle est couramment employée en littérature et en rhétorique pour souligner une idée ou donner un effet rythmique.

## Exemples
- « Il parlait avec douceur, il agissait avec prudence, il écoutait avec attention. »
- « Loin des yeux, loin du cœur. »

## Origine et usage
Ce procédé stylistique remonte à l'Antiquité et était couramment utilisé dans les discours oratoires. Aujourd'hui, il est souvent employé en poésie, en littérature et dans certains slogans publicitaires.